# Kommavlinder
De kommavlinder (Hesperia comma) is een dagvlinder uit de familie Hesperiidae (dikkopjes).

## Kenmerken
De vlinder is herkenbaar aan de witte, kommavormige vlekken aan de onderkant van de vleugels. Lengte varieert tussen de 28 en 31 mm.
De rups is groen met zwart.

## Leefwijze
De vlinder drinkt nectar uit de bloemen van distels. De eitjes worden in het najaar gelegd op schapengras en buntgras. De rupsen leven van grassoorten en brengen de grootste tijd door in een zelfgesponnen koker van bladeren. Deze bevindt zich dicht bij de grond.

## Vliegtijd
De vliegtijd is van midden juni tot en met bengin september, in één generatie.

## Verspreiding en leefgebied
De kommavlinder komt voor in grote delen van Europa, noordelijk Afrika, Azië en Noord-Amerika. De vlinder geeft de voorkeur aan open bossen met struikgewas en schrale graslanden en heiden, waar de soort in grote aantallen kan voorkomen en vliegt van zeeniveau to 2300 meter in berggebied.

## Bedreigingen
De Vlindersoort heeft met name te leiden onder extreme droogte (zo als in 2O19 - 2020), wat maakt dat hun waardplanten verdorren, waardoor de rupsen komen te sterven.

## Status
De kommavlinder staat op de Nederlandse rode lijst in de categorie 'kwetsbaar'. Ook in Vlaanderen komt de Kommavlinder voor op de rode lijst in de categorie 'bedreigd'. De soort werd sinds 2016 voor onderzoek gemonitord door het INBO. Tijdens de looptijd van het onderzoek 2016-2021 nam de populatie in Vlaanderen 'sterk af'.
| Jaar | Aantal individuen | Aantal locaties | Gemiddeld aantal individuen per locatie* |
| ---- | ----------------- | --------------- | ---------------------------------------- |
| 2016 | 173               | 8               | 5.4                                      |
| 2017 | 149               | 8               | 5.5                                      |
| 2018 | 73                | 7               | 2.4                                      |
| 2019 | 5                 | 2               | 0.2                                      |
| 2020 | 13                | 3               | 0.4                                      |
| 2021 | 40                | 4               | 1.4                                      |

* is berekend op het totaal aantal tellocaties. 